# El cavalcade ed Tchout Jaques
El cavalcade ed Tchout Jaques (écrit parfois "El' cavalcade ed' Tchout Jaques" ou "El' cavalcade ed' T'chout Jaques"), soit en français « La cavalcade de Petit Jacques », est une animation festive annuelle se déroulant depuis 2005 à Ham (Somme), en France.
Il s'agit d'une parade de géants de processions et de cortèges, organisée au printemps, parcourant la localité et respectant la tradition de ce type de festivité populaire. D'autres géants viennent baptiser un éventuel nouveau-né local. Comme il n'y a pas création de géant à chaque édition de la fête, celle-ci est l'occasion d'inviter des "amis". Certaines associations participent ainsi presque chaque année, alors que l'intérêt se renouvelle à chaque fois par la contribution de troupes différentes.
Ham vécut donc les baptêmes successifs de Tchout Jaques (en 2005), d'Armandine, son "épouse" (en 2006) et de leur "fils" Dudule (en 2007).

## Édition 2007

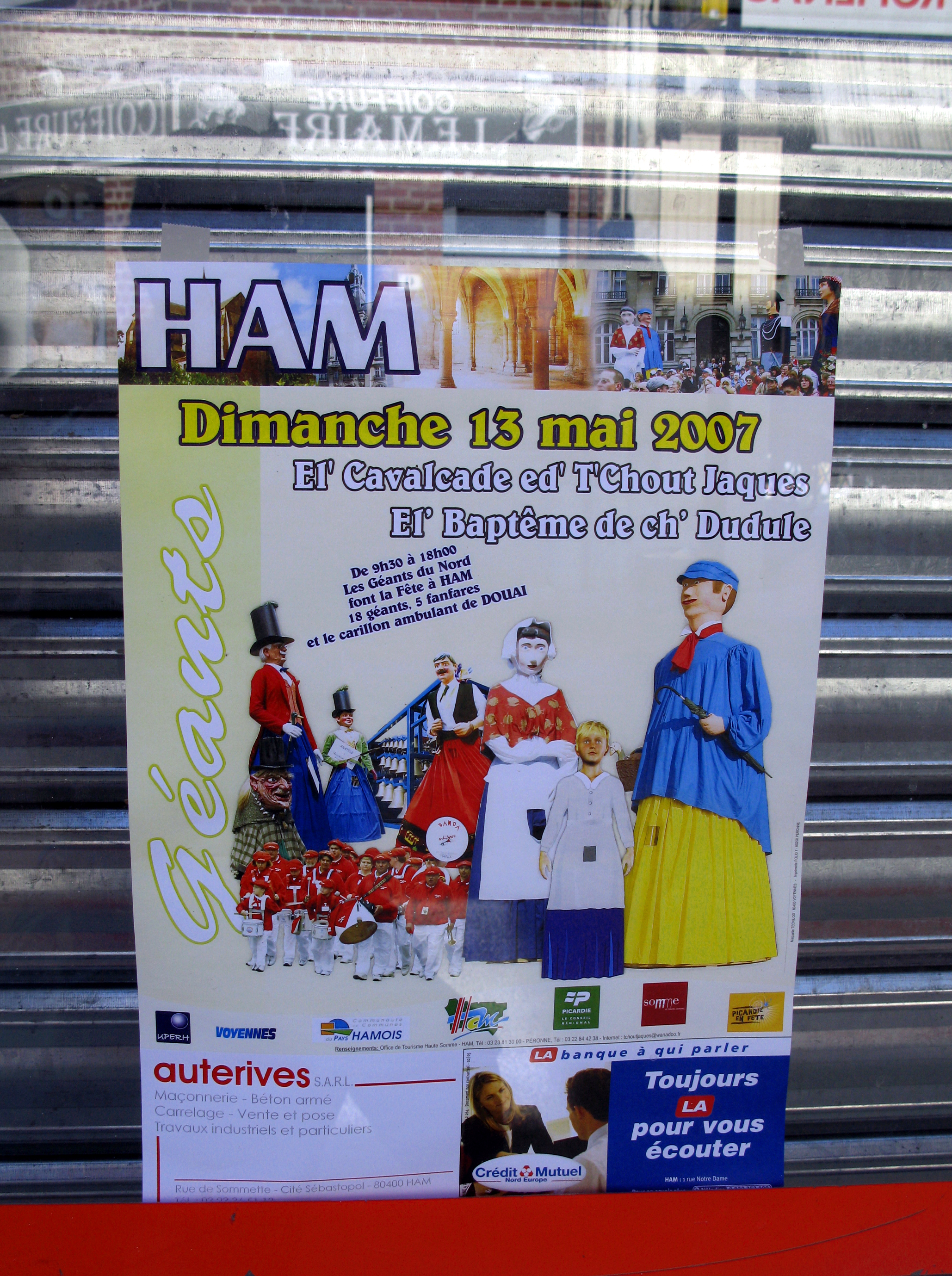
Affiche éditée en 2007

La parade eut lieu le dimanche 13 mai. Son déroulement fut perturbé par une grosse averse, ce qui donna l'occasion aux accompagnateurs de certains géants d'exhiber et d'installer les housses sur leurs protégés. Certains costumes de velours (comme celui de Rigobert, par exemple) furent endommagés par la pluie.
Le public put admirer les évolutions de :
- Adélaïde (géant processionnel)
- L'Affreux Luquet
- Anatole
- L'Archer
- Armandine
- Batisse
- Berthoult
- Bienaimé
- Dudule
- Flipp
- Grand-Père Guernouillard
- Miss Cantine
- P'tit Jehan
- Pierre Degeyter
- Rigobert
- Tchout Jaques
- Thomas le Mousquetaire
- Totor
- Zabelle
- Zabeth

## Édition 2009
Le 19 avril 2009, la ville fut parcourue par de nombreux géants,.
- Les Amis du Château de Ham

## Édition 2010
La « cavalcade » eut lieu le dimanche 18 avril et vit la participation, entr' autres, de Reuze (de Dunkerque) et de la troupe des « Gilles » (de Tournai),,,,,.